# Rauhkopf (Mangfallgebirge)
Der Rauhkopf ist ein 1689 m ü. NHN hoher Berg in den Schlierseer Bergen, einem Teil des Mangfallgebirges in den Bayerischen Voralpen. Der Berg ist als einfache Bergwanderung entweder vom Spitzingsee oder in 30 Minuten von der Bergstation der Taubensteinbahn zu erreichen.

## Bildergalerie

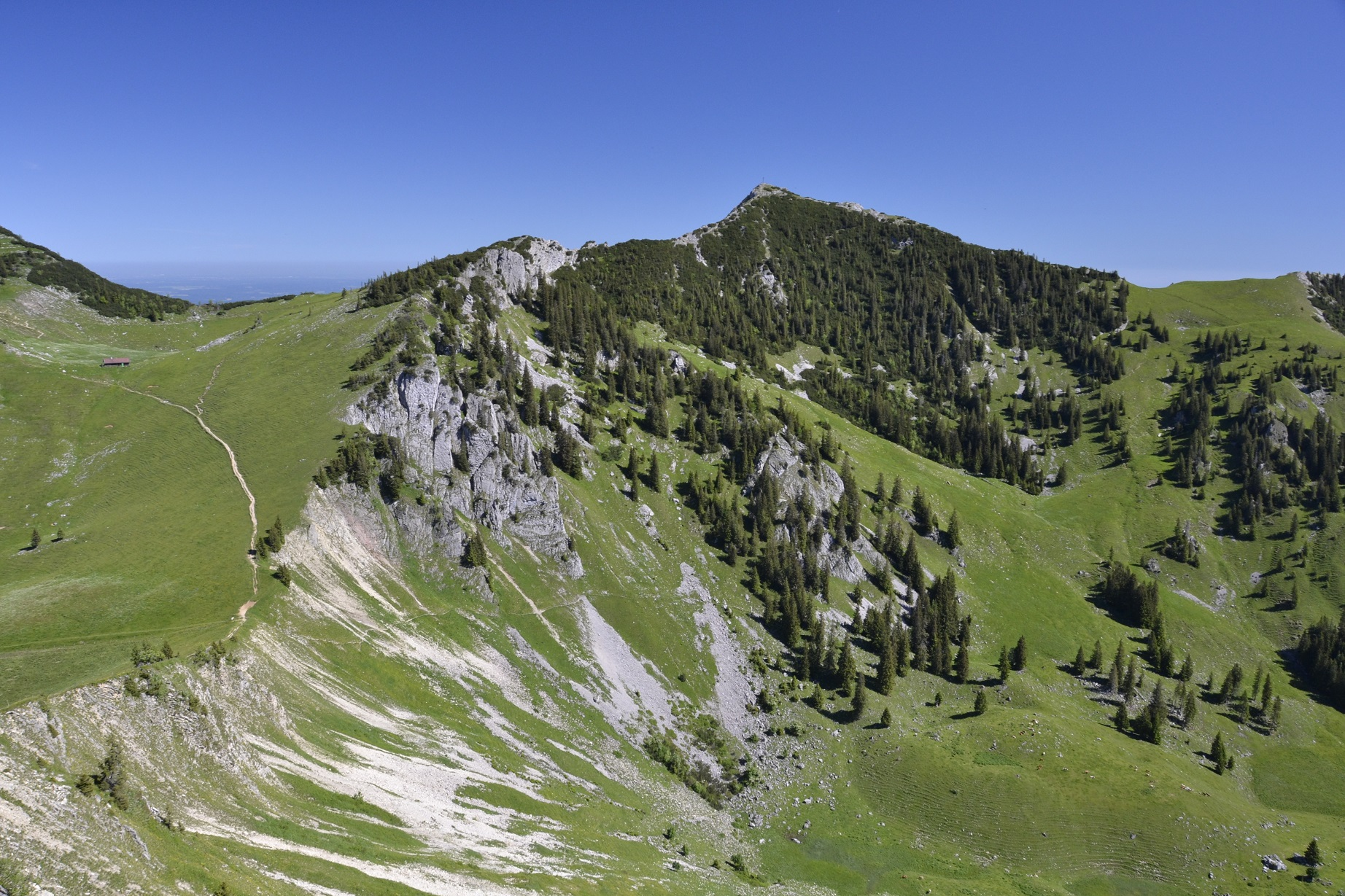
Blick vom Rauhkopf nach Norden auf Rauhkopfsattel und Aiplspitz
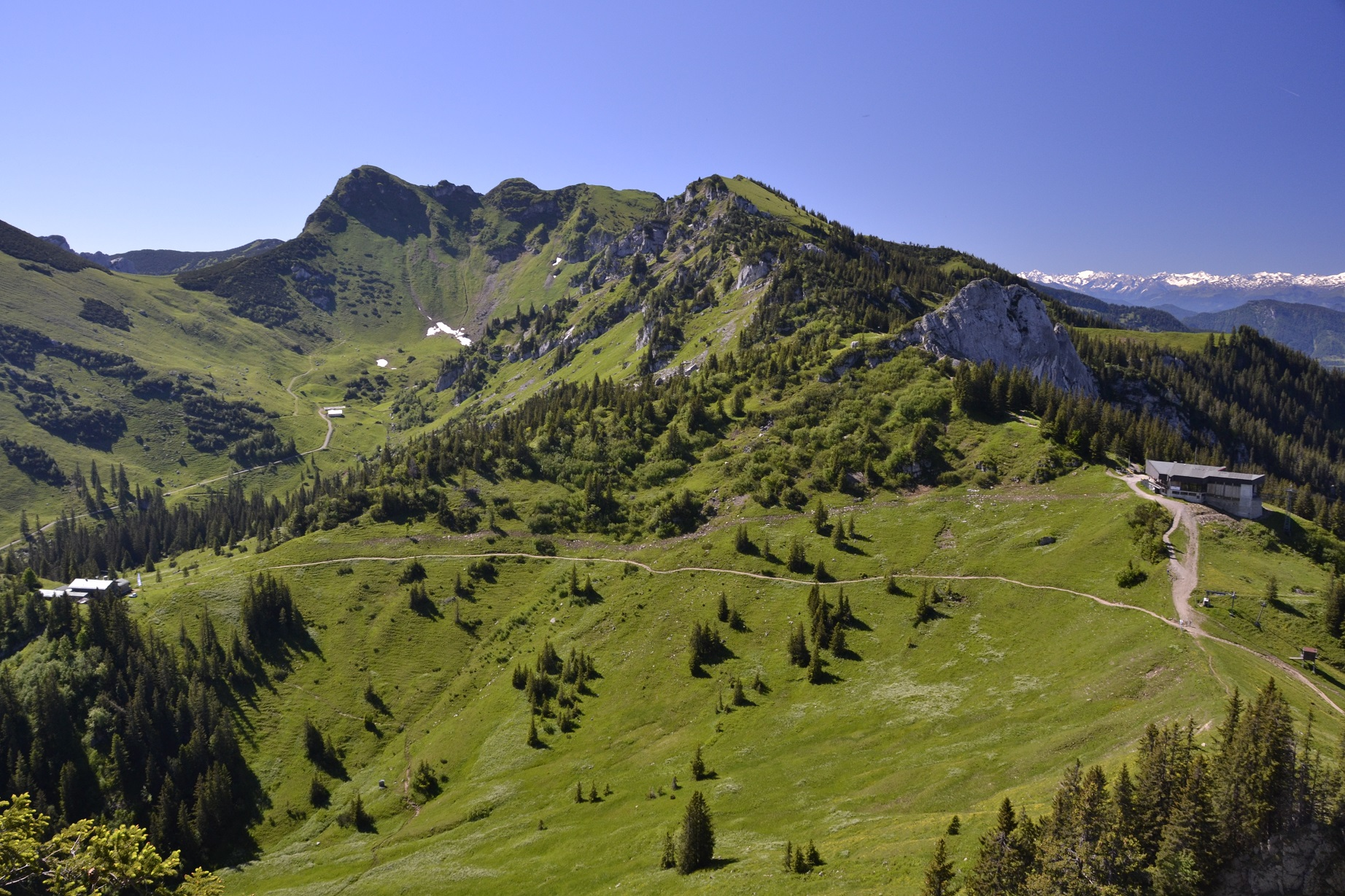
Blick vom Rauhkopf nach Süden auf Rotwand, Taubensteinhaus, -bahn und -gipfel